# 阿基坦級巡防艦
阿基坦級巡防艦（法語：Frégates classe Aquitaine），為法國海軍版本的歐洲多用途巡防艦（義大利語：Fregata Europea Multi Missione，FREMM），為法國和意大利兩國繼地平線級驅逐艦後又一合作的軍艦，並且以歐洲為名推出。

## 歷史沿革
建造地平線級驅逐艦後，法國開始研製新型巡防艦（Multi- Mission Frigate，FMM，多任務巡防艦）以替換喬治·萊格級驅逐艦、卡沙級驅逐艦等，而義大利也有狼級巡防艦、西北風級巡防艦等需要汰換，2001年底到隔年初，法國海軍造船局（DCN）研究雙方造艦需求後發現義大利有許多需求與FMM相似，隨後，兩國國防部長提出共同發展FREMM的商議，同年11月7日發表造艦計劃聯合公報，而計劃名稱亦改為歐洲多用途巡防艦（Fregates Europeennes Multi-Missions，FREMM) 並於2003年完成設計要求定位工作，2004年10月25日雙方批准後正式進行研發工作，法國方面的主要承造單位為法國海軍造船廠（DCNS）的洛里昂海軍船廠（Lorient Naval Dockyard）

### 建造
2013年法國《國家安全白皮書》規劃未來將一等巡防艦的數量維持在15艘，此時法國打算在2016年決定是否建造第9至11艘。依2015年3月上旬的消息，在法國海軍2025年的戰略計劃中計劃維持15艘一等巡防艦，2015年3月，傳出法國與埃及正在協商2艘阿基坦級的軍售案，打算將原本法國海軍所屬的諾曼地號（Normandie F651）直接轉賣埃及。然而，這將影響法國海軍的艦隊更新。法國海軍表示，如果能加快阿基坦級的造艦速率從現行18個月一艘加快到12個月一艘，並延長一些現役艦艇的壽期，在這些條件都滿足的情況下，法國就願意將諾曼地號讓給埃及。由於資金短缺，8艘FREMM/FREDA中，4艘可能透過國家支持的特殊計劃，以租約的形式提供給法國海軍。然而，如果依照法國海軍要求的交艦計劃，法國政府將無力編列相對應的資金。
2015年5月底，法國國防部長讓-伊夫·勒德里昂公開說明已訂購的6艘阿基坦級將在2019年前全數服役。在2015年6月23日，法國將諾曼地號移交埃及，埃及命名為Tahya Misr（F1001）。

## 外銷

### 摩洛哥：穆罕默德六號
訂購1艘反潛型，2013年4月17日展開第一趟海試。隨後數周內，法國船廠在布列塔尼外海展開多項測試項目，在同年年底完成系統整合工程時，摩洛哥正式接收穆罕默德六號。

### 過往記錄
2008年4月，法國與希臘達成訂購6艘阿基坦級的共識，並授權由希臘Elefis造船廠建造，法國則提供各項裝備及安裝整合服務，2009年1月希臘海軍正式對外宣布此一計畫。2010年1月22日，希臘宣布採購對象為法國。然而，希臘此時的財政赤字卻日趨嚴重，為此希臘政府在2010年3月3日宣布了增加稅收和縮減40億美元的政府預算以舒緩金額高達3000億歐元的債務危機 。在2010年3月初，法國DCNS公開承認，由於嚴重的債務問題導致希臘難以簽訂阿基坦級的合約；原本法國希望2010年中旬希臘總理訪問法國時，能正式簽署合約，價值估計約22億歐元，雖然希臘的財政赤字龐大，但法國與希臘仍持續磋商，希望到2012年左右希臘的財政情況能夠好轉並簽署合約。2010年10月，希臘海軍最高委員會確認向法國採購阿基坦級的主要規格，6艘阿基坦級的總值約為35億歐元；在當時的協議中，法國與希臘的銀行團將提供希臘政府低利優惠貸款（利率低於3%），希臘政府直接支付10億歐元，另外再以貸款方式支付32億歐元，6艘阿基坦級的建造時間預估為15年。2011年10月中旬，德國媒體報導德國正關切希臘訂購阿基坦級的計劃。依照報導，法國打算出售約4艘阿基坦級，每艘價值約4.12億歐元，法國並打算提供希臘極優惠的付款方式，先無償交付軍艦，五年之內以優惠條件分期付款。由於德國為貸款給希臘的主要歐盟成員國，因此此舉引起德國方面嚴重關切。而德國的蒂森克虜伯海洋系統先前也曾以MEKO D500/600投標，蒂森克虜伯（母公司）高層也在2011年下旬致函德國政府，希望利用德國在金援希臘的地位阻撓軍購案，甚至讓自家的產品敗部復活。2013年2月時任的法國總統法蘭索瓦·歐蘭德訪問希臘時也向時任希臘總理安東尼斯·薩馬拉斯提議將法國海軍尚未服役的同型艦普羅旺斯號和朗格多克號租借給希臘海軍。
2015年版的澳洲國防白皮書中提到澳洲皇家海軍計畫建造9艘SEA 5000。法國與義大利都以各自的多用途巡防艦投入競標。法國參與競標的版本使用127mm艦砲以及萊茵金屬的千禧年35mm機砲；而法國、義大利兩國的提案都能整合澳洲的CEA FAR2相位陣列雷達，法國對SEA 5000提案的編制人數是145~180名，2016年4月下旬，澳大利亞公布SEA 5000等未來主要造艦計畫的範疇，而義大利版的多用途巡防艦進入評估程序決選。 
法國亦曾向沙烏地阿拉伯等國推銷阿基坦級，也和義大利合作競標加拿大水面作戰艦計劃。

## 同型艦
法國國家海軍
| 舷號 | 版本   | 類型 | 艦名                      | 開工日期 | 下水日期       | 服役時間                                      | 母港                                          |
| D650 | FR‑ASW | 反潛 | 阿基坦號 Aquitaine        | 2007年   | 2010年4月29日  | 2012年11月23日                                | 布雷斯特港                                    |
|      | FR‑ASW | 反潛 | (原諾曼第號) ex Normandie | 2009年   | 2012年10月18日 | 轉售予埃及並更名為埃及萬歲號，2015年6月交付。 | 轉售予埃及並更名為埃及萬歲號，2015年6月交付。 |
| D652 | FR‑ASW | 反潛 | 普羅旺斯號 Provence       | 2010年   | 2013年9月18日  | 2015年6月12日                                 | 土倫港                                        |
| D653 | FR‑ASW | 反潛 | 朗格多克號 Languedoc      | 2011年   | 2014年7月12日  | 2017年7月4日                                  | 土倫港                                        |
| D654 | FR‑ASW | 反潛 | 奧弗涅號 Auvergne         | 2012年   | 2015年9月2日   | 2018年2月14日                                 | 布雷斯特港                                    |
| D655 | FR‑ASW | 反潛 | 布列塔尼號 Bretagne       | 2013年   | 2016年9月16日  | 2019年2月20日                                 | 布雷斯特港                                    |
| D651 | FR‑ASW | 反潛 | 諾曼第號 Normandie        | 2014年   | 2018年2月1日   | 2020年6月3日                                  | 布雷斯特港                                    |
| D656 | FR‑AAW | 制空 | 亞爾薩斯號 Alsace         | 2016年   | 2019年4月18日  | 2021年4月16日                                 | 土倫港                                        |
| D657 | FR‑AAW | 制空 | 洛林號 Lorraine           | 2019年   | 2020年11月13日 | 2023年11月13日                                | 土倫港                                        |

 埃及
| 舷號     | 版本   | 類型 | 艦名                                               | 開工日期 | 下水日期       | 服役時間      | 母港       |
| FFG-1001 | FR‑ASW | 反潛 | 埃及萬歲號Tahya Misr (原法國海軍諾曼第號Normandie) | 2009年   | 2012年10月18日 | 2016年3月17日 | 亞歷山大港 |

 摩洛哥
| 舷號 | 版本   | 角色 | 艦名                       | 開工日期 | 下水日期      | 服役時間      | 母港       |
| 701  | FR‑ASW | 反潛 | 穆罕默德六世號 Mohammed VI | 2008年   | 2011年9月14日 | 2014年1月30日 | 塞吉爾堡港 |

## 圖庫

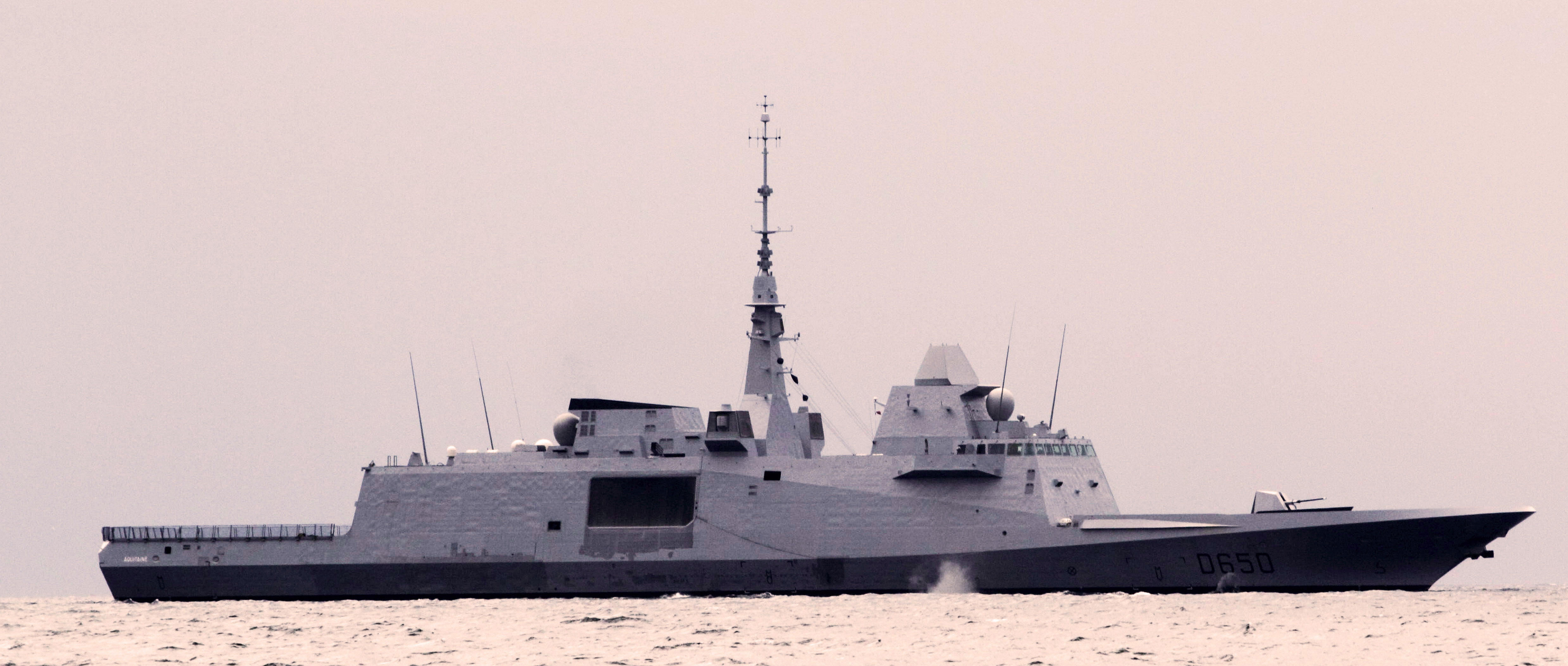
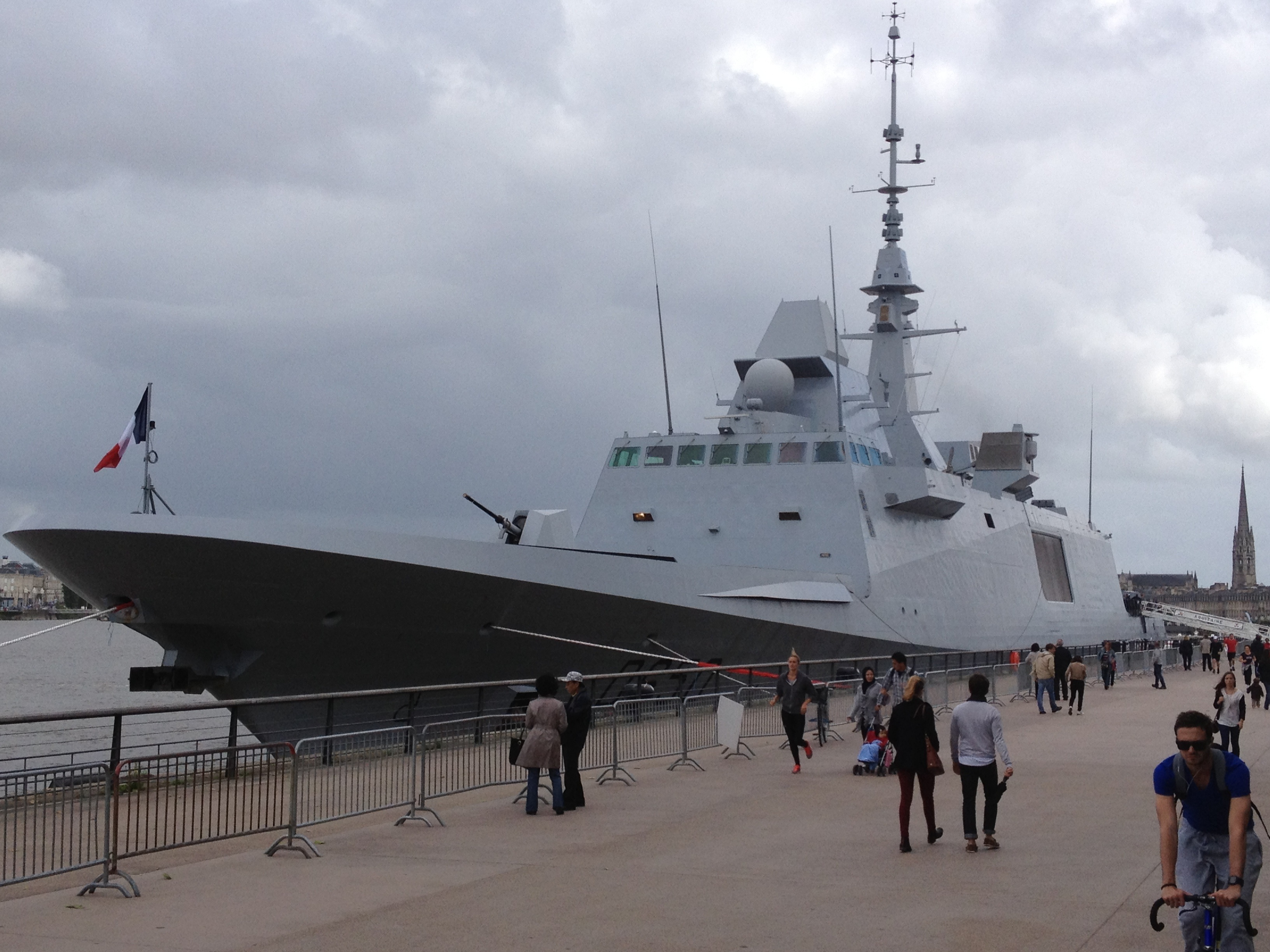
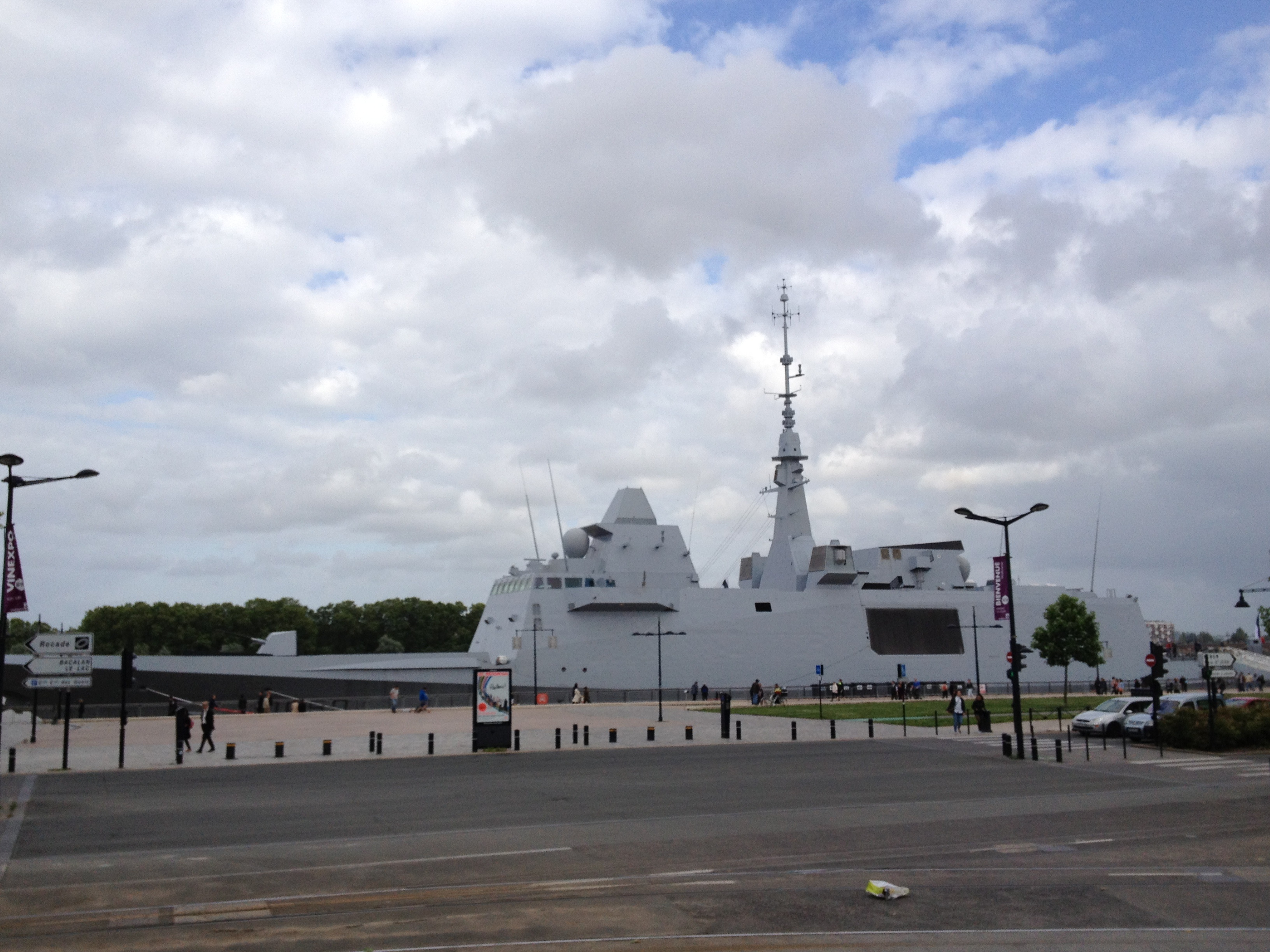
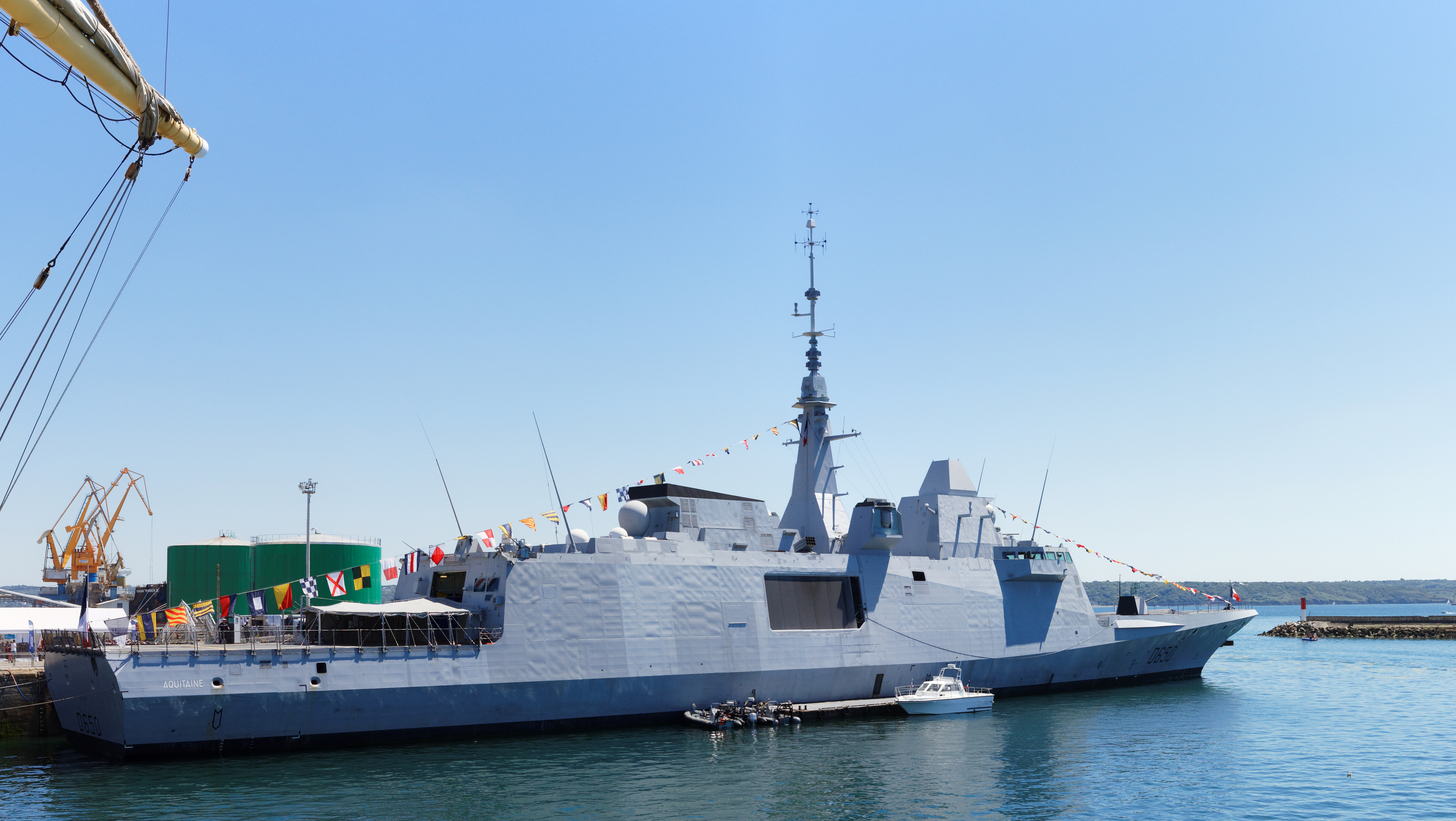
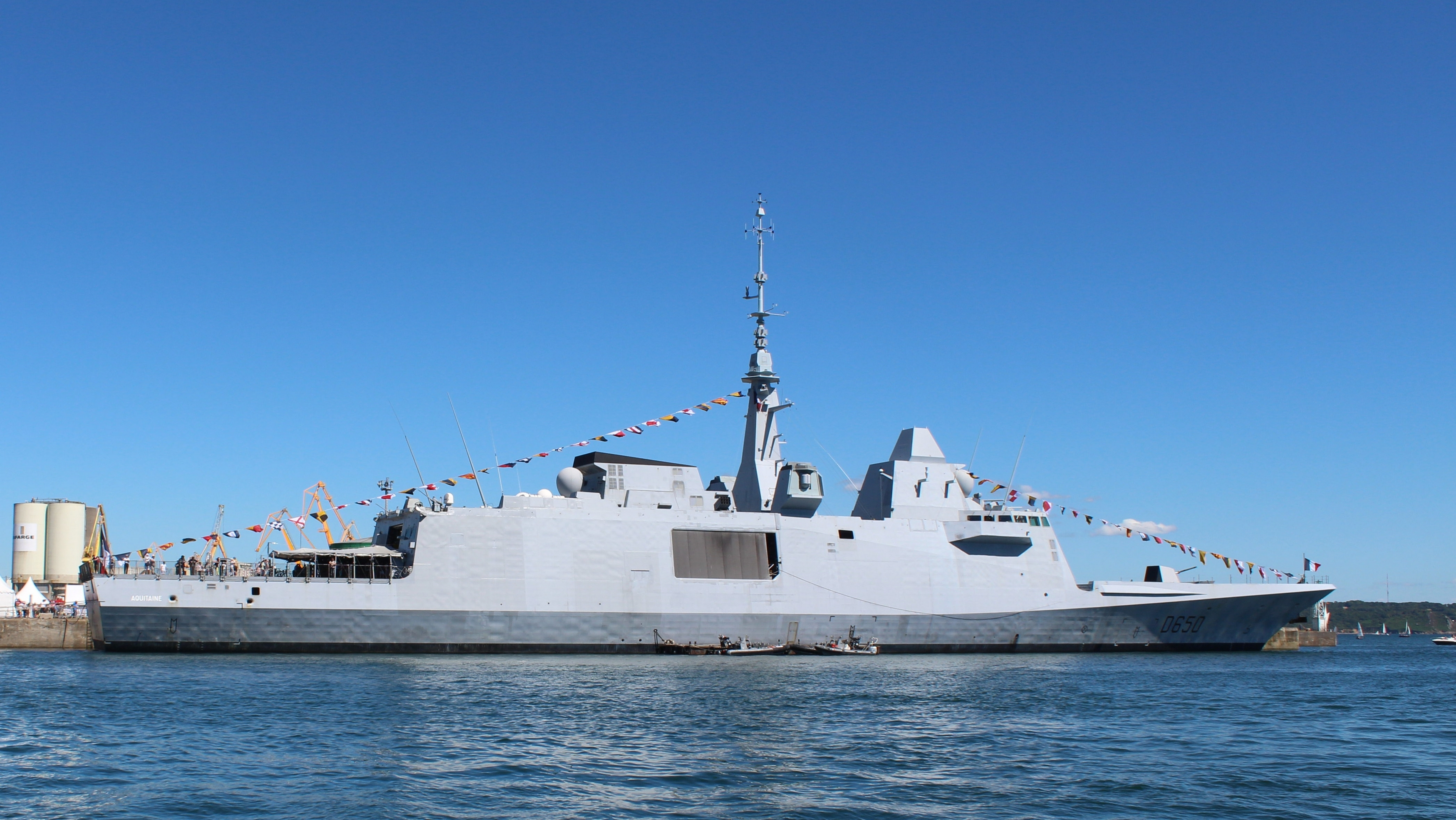

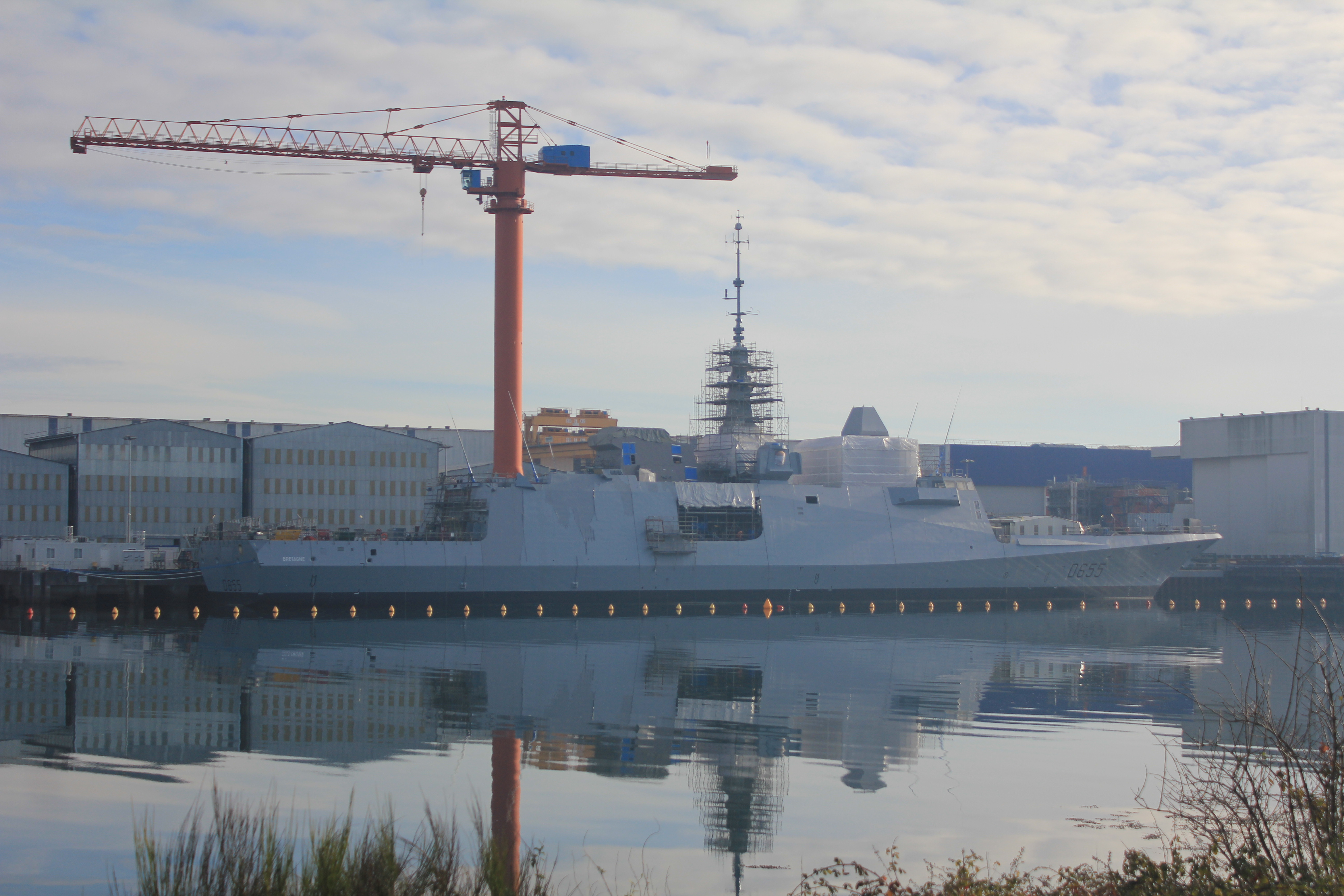

D650
D652

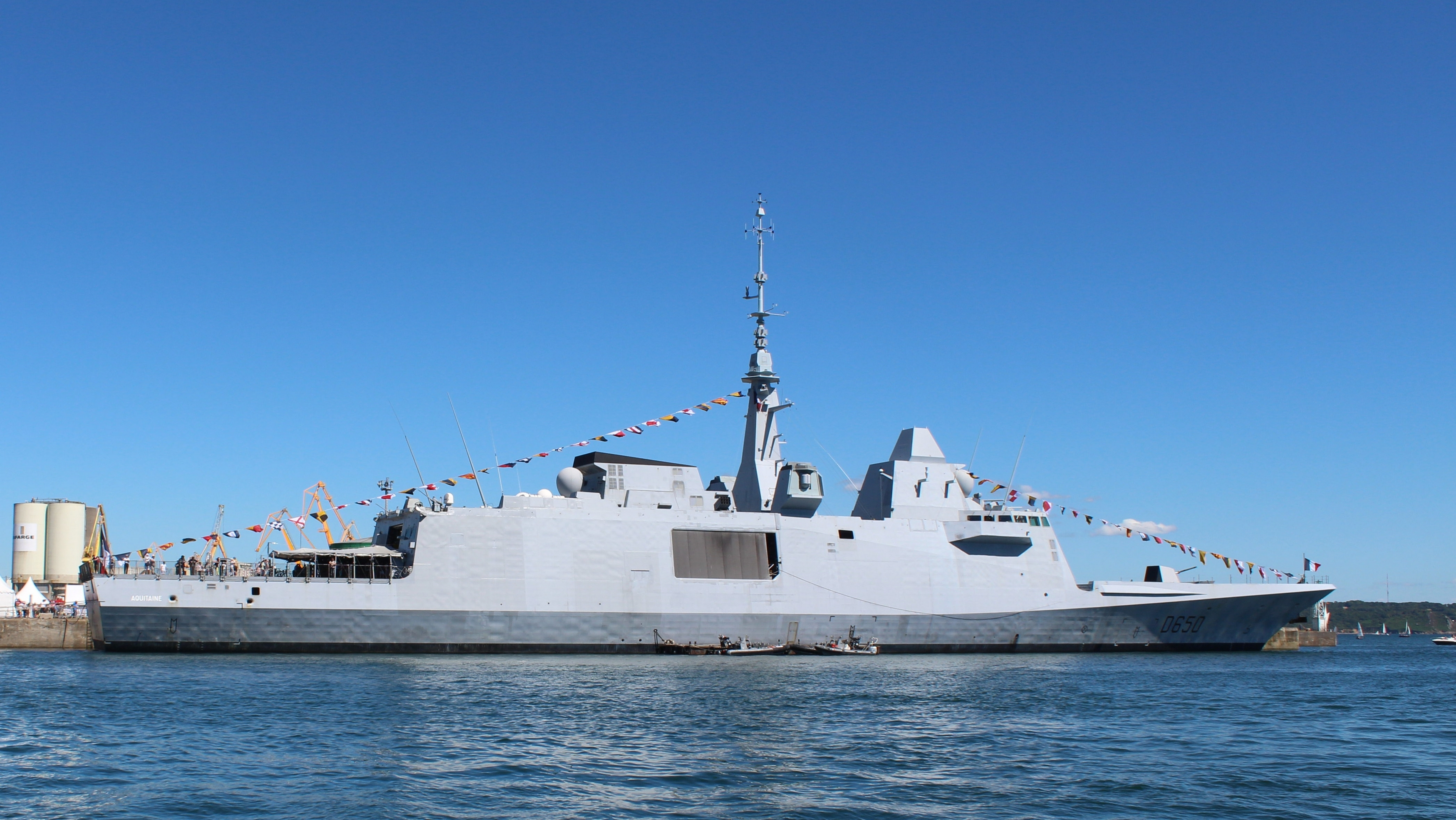
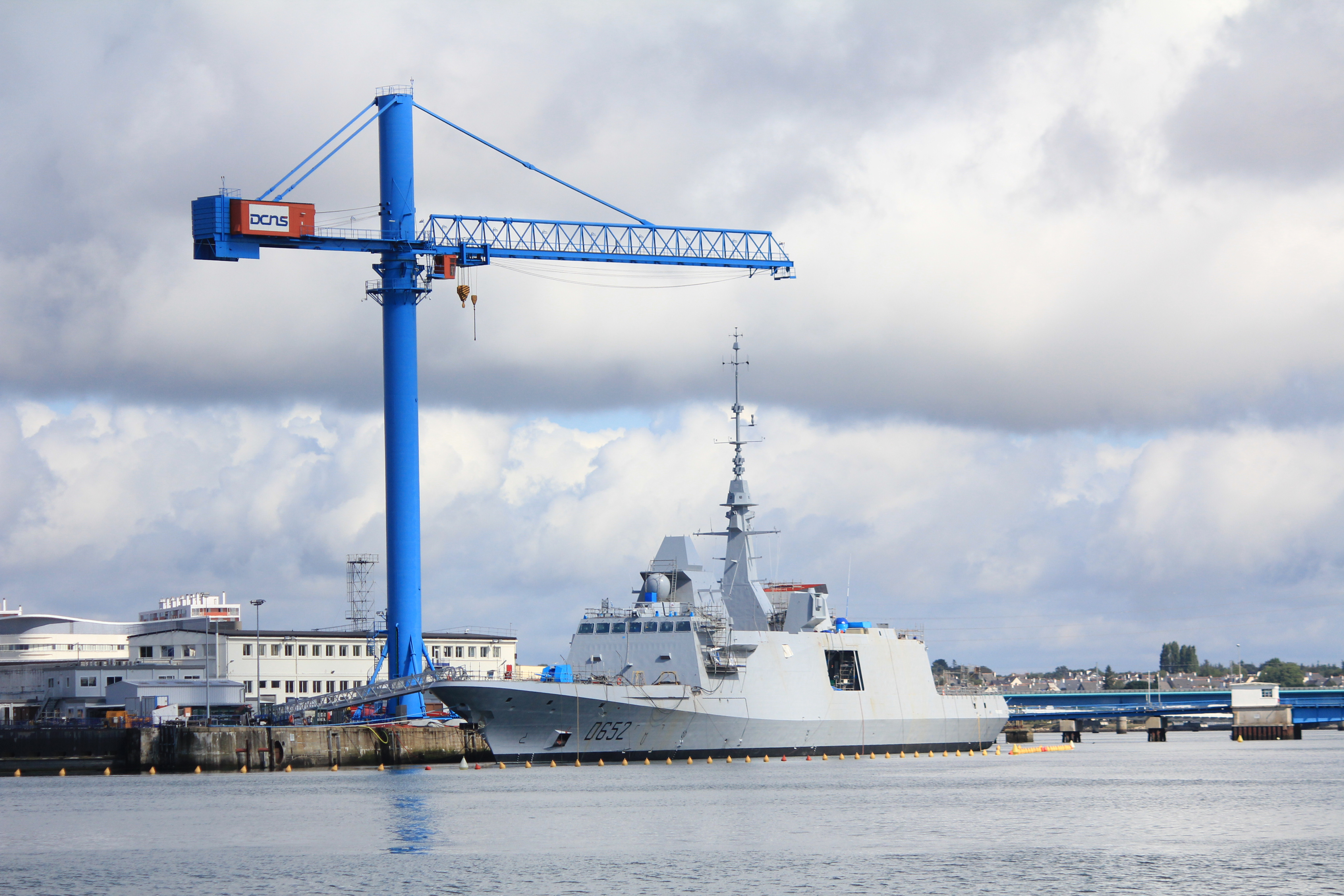
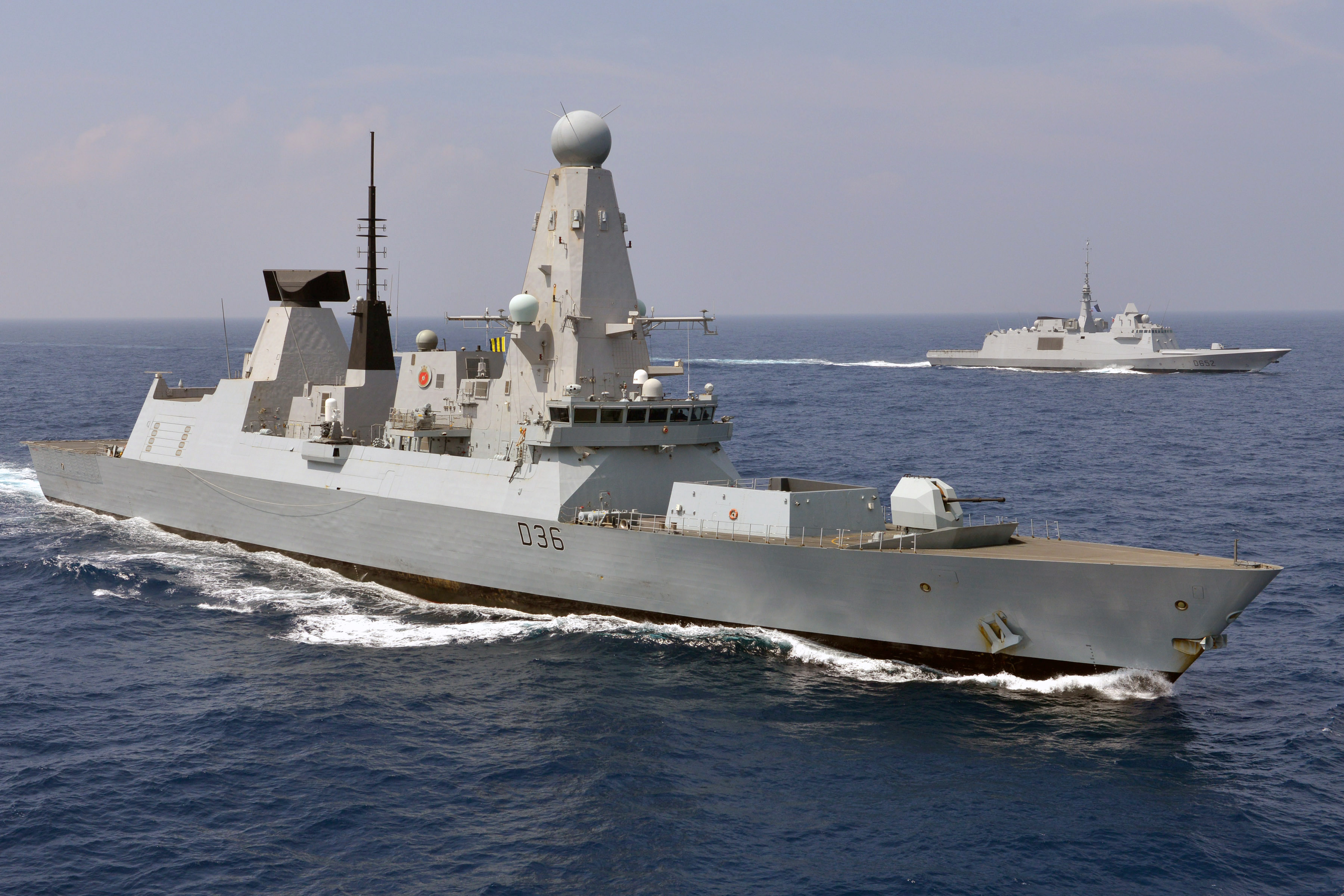
與45型驅逐艦（前）共同航行
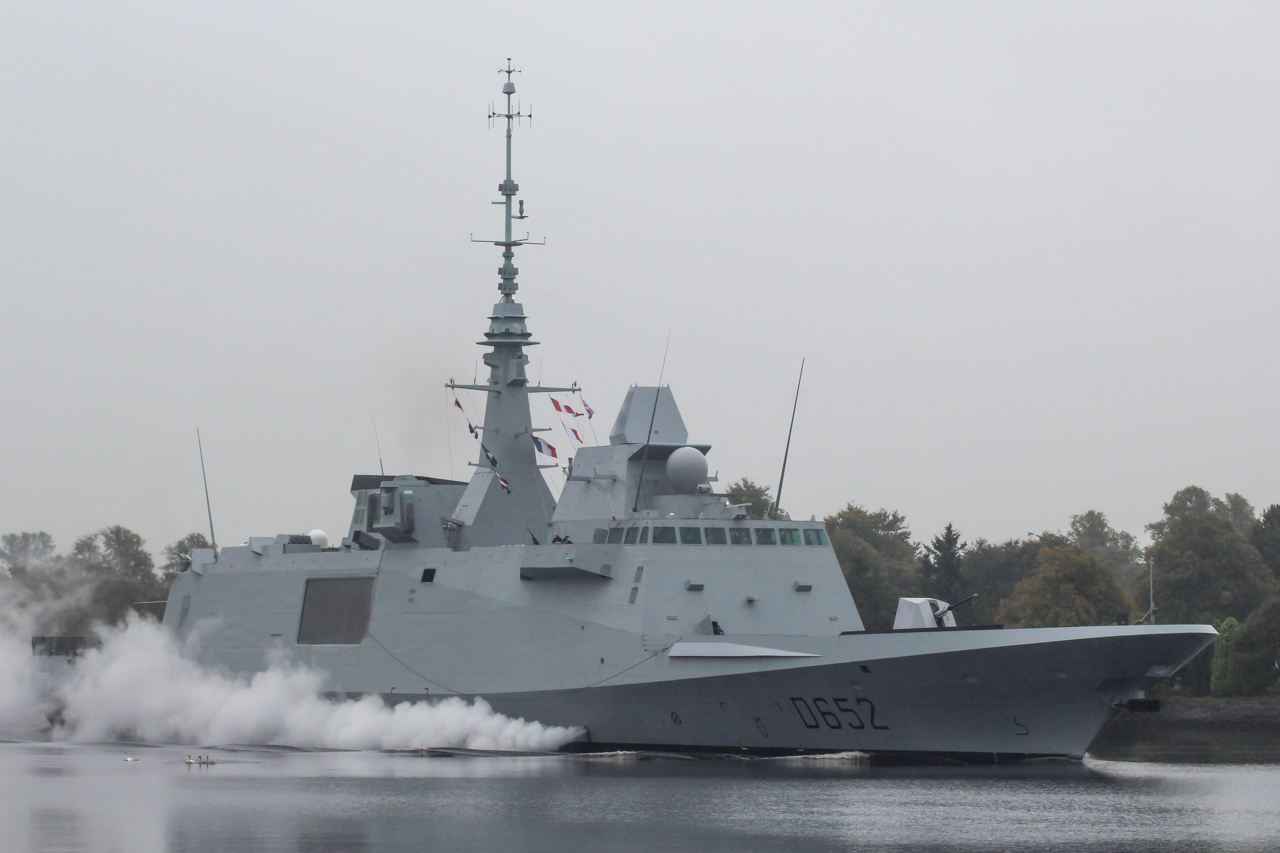

D655

## 備註
1. ↑  法國無驅逐艦艦級，此指的一等巡防艦等同他國的驅逐艦
2. ↑  稍後的2014到2019年法國海軍建軍計劃中仍註明將建造9艘FREMM與2艘FREDA，而法國海軍參謀長Bernard Rogel在2014年也重申將訂購總數11艘的FREMM。但由於財政困難，法國隨後宣布，打算在2016年評估是否重新設計第9到第11艘FREMM（預定在2020年後交付）。法國海軍希望在2019年時完成交付6艘
3. ↑  到2016年能有4艘阿基坦級在法國海軍服役，2018年將6艘反潛型交付完畢
4. ↑  2010年初希臘已成歐盟最大大債務國
5. ↑  法國政府也把希臘向法國進行軍購，作為給希臘政府抒困貸款的先決條件
6. ↑  如果法國成功向希臘銷售軍艦，勢必有很大一部分歐盟金援將會用於支付希臘向法購艦的款項，意味著德國納稅人將間接分攤希法之間的軍購成本

### 相關
- 法國軍事
- 法國海軍
- 歐洲多用途巡防艦
- 卡洛·伯伽米尼級巡防艦 義大利（義大利版本）
- 星座級巡防艦 美国（美國版本）

### 歐洲的類似巡防艦
- 伊萬·休特菲爾德級巡防艦 丹麦
- 薩克森級巡防艦 德国
- 七省級巡防艦 荷蘭
- 阿爾瓦羅·巴贊級巡防艦 西班牙
- 波尼法斯級巡防艦 西班牙
- 戈爾什科夫海軍元帥級巡防艦 俄羅斯

## 資料來源
1. ↑  . Senate of France. 20 November 2014  [2015-02-22]. （原始内容存档于2014-12-16） （法语）.
2. ↑  . Ministero Della Difesa.   [24 October 2014]. （原始内容存档于2014-10-25） （意大利语）.
3. ↑  .   [2019-04-27]. （原始内容存档于2016-09-15）.
4. ↑  歐洲FREMM巡防艦 的存檔，存档日期2016-03-05.
5. ↑  . Minstère de la Défense. 27 November 2012  [24 October 2014]. （原始内容存档于2014-11-01） （法语）.
6. 1 2  . DefenceTalk. 22 October 2012  [24 October 2014]. （原始内容存档于2016-01-10）.